# Protolithocolletis
Protolithocolletis là một chi bướm đêm thuộc họ Gracillariidae.

## Các loài
- Protolithocolletis lathyri Braun, 1929